# مجلس الأمن القومي (إسرائيل)

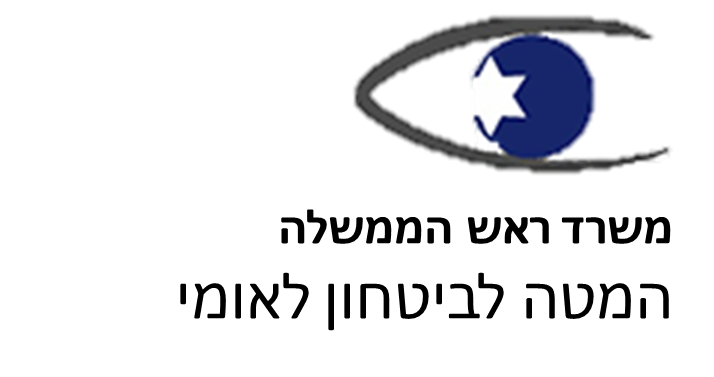
رمز المقر الرئيسي للأمن الوطني

مجلس الأمن القومي (بالعبرية: המועצה לביטחון לאומי‏) هي الهيئة المركزية في إسرائيل للتنسيق والتكامل والتحليل والمراقبة في مجال الأمن القومي وهي منتدى الموظفين المعنيين بالأمن القومي لرئيس الوزراء والحكومة الإسرائيليين. ومع ذلك، تتم معالجة قرارات الأمن القومي التي تتخذها عادة مجالس الأمن القومي في البلدان الأخرى بواسطة مجلس الوزراء الأمني . يستمد المجلس سلطته من الحكومة ويعمل وفقًا لتوجيهات رئيس الوزراء.
تأسس مجلس الأمن القومي في عام 1999 من قبل مكتب رئيس الوزراء بنيامين نتنياهو في أعقاب قرار الحكومة رقم 4889، في إطار استخلاص الدروس من حرب أكتوبر. وقد رسخت مسؤولياته في القانون ابتداءً من يوليو 2008، وكان ذلك جزئيًا ردًا على حرب لبنان 2006 .

## أساس العمليات
تنص المادة 7 من قانون الحكومة لعام 2001 على أن «الحكومة سيكون لديها طاقم، يشكله رئيس الوزراء، لتقديم الاستشارات المهنية في مجالات الأمن القومي؛ ورئيس الوزراء مخول بتكليف الموظفين بمجالات استشارية إضافية».
أنشأ قرار الحكومة رقم 4889، المؤرخ في 7 مارس 1999، مجلس الأمن القومي. حدد قرار الحكومة، من بين أمور أخرى، ما يلي:
- يهدف مجلس الأمن القومي إلى العمل كهيئة استشارية مركزية لرئيس الوزراء والحكومة فيما يتعلق بقضايا الأمن القومي.
- يستمد مجلس الأمن القومي سلطته من الحكومة ويعمل وفقًا للتوجيهات الصادرة عن رئيس الوزراء.

## الأدوار
مجلس الأمن القومي هو منتدى رئيس الوزراء وموظفي الحكومة في مجال الأمن القومي. فيما يلي مهام مجلس الأمن القومي، المنصوص عليها في قرار الحكومة:
- عقد منتديات مجلس رفيعة المستوى لرئيس الوزراء والحكومة بخصوص قضايا الأمن القومي.
- تنسيق التقييمات التكاملية للعمليات والاتجاهات في جميع جوانب الأمن القومي.
- لتوجيه عمليات الموظفين التكاملية بين المكاتب والسلطات التي تتعامل مع الأمن الوطني من أجل زيادة التنسيق والتكامل فيما بينها.
- التحضير لمداولات الحكومة واللجنة الوزارية للأمن الوطني ورئيس الوزراء.
- تقديم المشورة للحكومة بشأن السياسات المتعلقة بالأمن القومي.
- التخطيط ، على أساس منظور طويل الأجل ، لمكونات الأمن القومي ، بمساعدة هيئات التخطيط القائمة في مكاتب الدولة والمنظمات التي تتعامل مع الأمن القومي.
- متابعة وتقديم المستجدات فيما يتعلق بالأنشطة وتنفيذ القرارات المتعلقة بالأمن القومي.
- الحفاظ على التنسيق والتعاون مع السلطات الأمنية الوطنية الموازية في دول مختارة.

ومن مهام المجلس: تقديم الاستشارات الاستراتيجية لرئيس الوزراء، وتقديم التوصيات الأمنية للحكومة، والتوجيه والتنسيق المشتركين للأسلحة الأمنية ، والتفتيش والإشراف على اتخاذ القرارات المتعلقة بالأجهزة الأمنية. وتشمل الوظائف الأخرى التخطيط طويل الأمد للمناهج الأمنية ، والحفاظ على علاقات تعاون وتنسيق مع عناصر الأمن القومي في بلدان مختارة.
يحافظ مجلس الأمن القومي أيضًا على اتصالات دبلوماسية رفيعة المستوى مع القوى العالمية.

## مجالات النشاط الرئيسية
يضع مجلس الأمن القومي بدائل للسياسة الإسرائيلية في العملية السياسية والعلاقات مع:
- دول الشرق الأوسط وخاصة مع الفلسطينيين ولبنان وسوريا ومصر والأردن ودول أخرى.
- القوى العظمى: الولايات المتحدة وروسيا والاتحاد الأوروبي والصين والهند .
- الدول الرئيسية: تركيا والهند
- المنظمات الدولية الكبرى مثل الأمم المتحدة ومنظمة حلف شمال الأطلسي ومنظمة التعاون الاقتصادي والتنمية.

انخرط المجلس في قضايا مثل تخطيط الحاجز في الضفة الغربية والإشراف على تنفيذه، وخطة فك الارتباط عن غزة، والاتفاق مع مصر حول محور صلاح الدين (فيلاديلفي).
مجال جديد للنشاط يتعلق بقضايا الطاقة، بناءً على منظور شامل للأمن القومي، بما في ذلك:
- مزودي الطاقة
- الاحتياطيات الاستراتيجية
- اتحاد المصادر

## الهيكل
مجلس الأمن القومي هو جزء من مكتب رئيس الوزراء ويرفع تقاريره إليه مباشرة حول القضايا المتعلقة بالأمن القومي.
يتألف المجلس من ثلاثة أجنحة: السياسة الأمنية، والسياسة الخارجية، ومكتب مكافحة الإرهاب، ولديه مستشاران: قانوني واقتصادي.
منذ نهاية ديسمبر 2006، كان مكتب رئيس مجلس الأمن القومي وموظفو قسم السياسة الخارجية وقسم الأمن والمستشار القانوني في مبنى رئيس الوزراء في القدس. ويوجد باقي الموظفين في مقر مجلس الأمن القومي ومكتب مكافحة الإرهاب في مقر مجلس الأمن القومي في رمات هاشارون.
يعتبر عمل المجلس سرياً ويتم خارج أعين الجمهور وذا سلطة غامضة، ورئيس الوزراء غير ملزم بقبول توصياته، على عكس توصيات النائب العام على سبيل المثال.

### الرئيس
كان أول مستشار للأمن القومي ورئيس مجلس الأمن القومي الجنرال (احتياطيًا) ديفيد إيفري. الرئيس الحالي هو مائير بن شبات.
الرؤساء السابقون هم:
- ديفيد إيفري ، 1999-2002
- افرايم هاليفي ، 2002-2003
- عوزي دايان ، 2003-2005
- جيورا ايلاند ، 2005-2006
- إيلان مزراحي ، 2006-2007
- داني أرديتي ، 2007-2009
- عوزي أراد ، 2009-2011
- يعقوب عميدرور ، 2011-2013
- يوسي كوهين ، 2013-2016
- يعقوب ناجل
- ايتان بن دافيد
- مئير بن شبات (مستشار الأمن القومي بالإنابة)

### جناح السياسة الخارجية
قسم السياسة الخارجية في مجلس الأمن القومي مسؤول عن التخطيط والتكامل والتنسيق للسياسة بشأن القضايا الرئيسية للأمن القومي. أدوار الشعبة:
- صياغة تقييمات الوضع السياسي
- صياغة توصيات للسياسات الإسرائيلية
- إجراء حوارات إستراتيجية مع مجالس الأمن القومي للدول الرائدة

## وصلات خارجية
- الموقع الرسمي لمجلس الأمن القومي